# Xmas

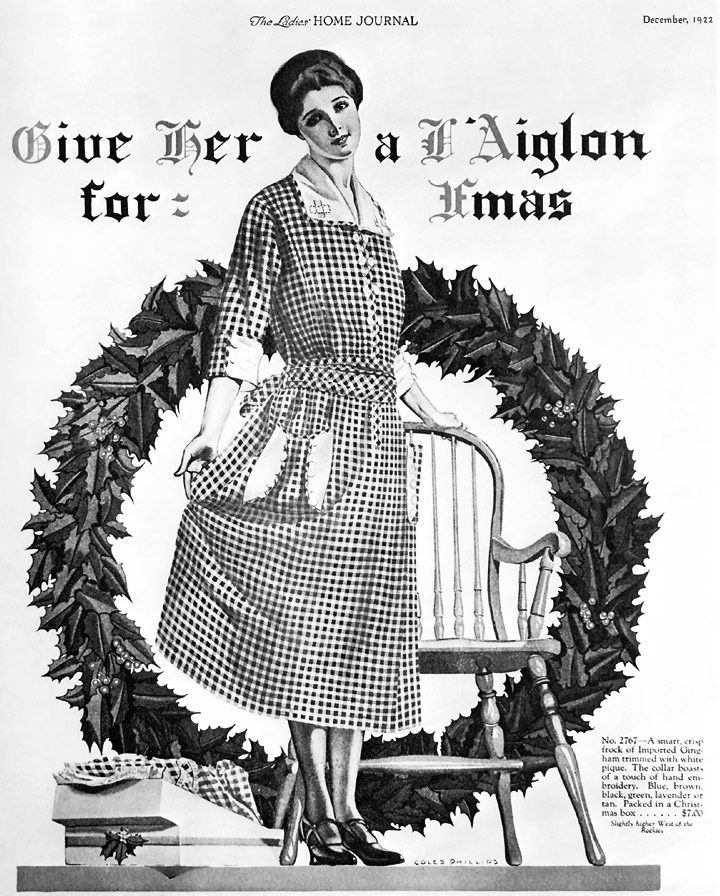
1922年のレディース・ホーム・ジャーナルの広告でも Xmas の略記が使われている

Xmasは、クリスマス (Christmas) を省略した綴りで、英語圏では広くみられる表記である。X'mas、日本語ではXマスと表記する場合もある。これをエクスマス [ˈɛksməs] と発音する場合もあるが、Xmas やそのバリエーションである Xtemass は、本来はクリスマス [ˈkrɪsməs] という典型的な発音を綴ったものである。X は、ギリシア語でキリストを意味する Χριστός の頭文字キー (Χ) からきている。mas は、典礼 (Mass) を意味し、ラテン語から派生した古英語に由来する。
Xmas という言葉は、クリスマス (Christmas) からキリスト (Christ) を取り除くもので、この伝統行事における宗教的な要素を排除して世俗化しようという狙いがあるという説はよくある誤解だが、この発想そのものは16世紀にまで遡ることができる。

## スタイルマニュアルとエチケット
ニューヨーク・タイムズやタイムズ、ガーディアン、BBCなどによる現代的なスタイルマニュアルでは、Xmasという略記は推奨されていない。ミリセント・フェンウィックが1948年のヴォーグ・ブック・オブ・エチケットで述べているところによれば、グリーティングカードには「Xmasは使うべきではない」。ケンブリッジ・ガイド・トゥ・オーストラリアン・イングリッシュ・ユーセージでは、この略記は非公式的であり、使用は見出しやグリーティングカードなどの簡潔さを旨とする場面に限られる。クリスチャン・ライターズ・マニュアル・オブ・スタイルも、かつてXmasはむしろ古風かつ丁重な言葉遣いとされていたとしつつも、この略記は公式な文書では使うべきではない、と書いている。

## 歴史

### 英語における用法

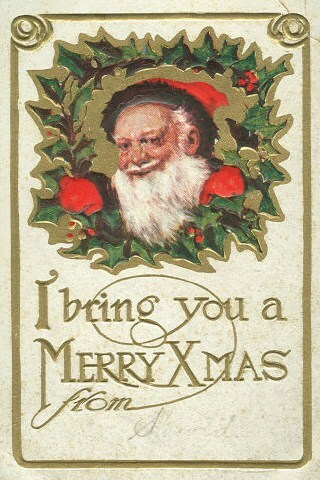
Xmasと綴られたポストカード（1910年）

Xmasの初期の用例としては、バーナード・ウォードの『オールドホールの聖エドモント大学の歴史』（初版は1755年頃）などがある。より古い形の綴りであるX'temmasは、1551年まで遡る。1100年頃のアングロサクソン年代記ではXp̄es mæsseと書かれている。1753年のジョージ・ウッドウォードの出した手紙にもXmasという略記がある。バイロンやサミュエル・コールリッジ、ルイス・キャロルも、この言葉を使っている（それぞれ1811年、1801年、1864年）。アメリカでは、1800年にボストンで出版されたウィリアム・ペリーズ・ロイヤル・スタンダード・イングリッシュ・ディクショナリーの米語第5版に「日常的な略記またはことばの縮約形の説明」が設けられ、その一覧に「Xmas. Christmas」という項がある。オリバー・ウェンデル・ホームズ・ジュニアも1923年付の手紙でこの言葉を用いている。少なくとも19世紀の後半から、英語圏においては広くXmasという略記が用いられている。引用符付きで書かれたのは、カナダが最初で、その後オーストラリア、カリブ諸国に広がった。『メリアム=ウェブスター英語用法辞典』には、現代的な用例は、ほとんどが広告、見出し、横断幕などの簡潔さを旨とする場面に限られる、とある。この辞書によれば、商業的なものを連想させるとしても「この言葉の評価には何の影響もない」。
イギリス国教会のブラックバーン司教であったアラン・チェスタースは、聖職者たちにこの綴りを避けることを推奨していた。アメリカでも、1977年にニューハンプシャー州知事だったメルドリム・トムソンが、ジャーナリストへクリスマスにおける「キリスト」表記を残し、Xmasと書かないようにと要望するプレスリリースを出している。彼はこの綴りを、クリスマスの「異教徒」的な表現と呼んでいた。

### キリストに代わるＸの用例

キーローとも呼ばれるラバルム（紋章）はキリストを意味するキリスト教そのものの象徴である

クリスマスをXmasと略すことは、この祭日を祝うキリスト教徒にとっては不満の種であった。1937年にジョージ・ワシントン・ロブネットが共同創設した保守的なキリスト教団体であるアメリカ教会同盟は、1957年12月、会報であるニューズ＆ビューズに「Ｘ＝未知量」と題した記事を掲載し、Xmasの使用を攻撃した。後にこの論難を聖職者であり右派の政治家でもあったジェラルド・スミスが取り上げ、1966年12月に、Xmasは「キリストの名を省略する冒涜的な綴りで、Xは未知量の象徴である」と主張した。さらにスミスは、サンタクロースは新約聖書におけるイエスの記述を隠匿するためにユダヤ人が持ち出したものであり、国連が「キリストの名を追放した」のも「世界中のユダヤ民族」の依頼によるものだという主張をおこなった。とはいえ、X（実際にはギリシア文字のキー）がキリストの略記であり、おそらくは十字架の象徴でもあるということは、歴史的にも十分に証明されている。この略記は正教会の宗教画であるイコンにもよくみられる。 

デニス・ブラッハーは、キリスト教徒向けのウエブサイトに「いつの時代にも、キリストやキリスト教をある意味で冒涜するものだという理由で、Xmasという略記することを声を大にしてとがめる人々たちがいる」という文章を投稿した。例えばその代表的な例として、伝道師のフランクリン・グラハムやCNNのジャーナリスト、ローランド・マーティンなどが挙げられる。グラハムは、インタビューで次のような発言をしている。 
"我々クリスチャンにとって、救世主イエスの誕生日は最も神聖な祭日です。クリスマスからキリストを除こうとする人にとってもそれは変わらないらしい。そういう人たちはおめでたくも、メリー・Ｘマスなどといっている。イエスをなくしてしまおう、ということです。実際問題これは、イエス・キリストの名をめぐる戦争だと私は思いますよ"
 同じように、ローランド・マーティンもキリスト教徒にとっての祝祭が商業化・世俗化していくことへの懸念とXmasという略記の広がりを重ねあわせている。ブラッハーは、クリスマスをXmasと略すことを嫌う人間は、さまざまな理由から「キリスト」の代わりにXを用いてきた長いキリスト教の歴史にうといのだろうと断じている。
キリストという言葉やその複合語であるクリスマスは、英語圏においては少なくとも1000年以上ものあいだ適宜省略して綴られており、現代においてXmasが一般的な表記になる以前から長い歴史がある。キリストが XρあるいはXtと書かれることもふつうのことで、アングロサクソン年代記にあたればその用例は1021年まで遡る。この場合のXとPは、ギリシャ文字のキーとローを大文字にした形が、ギリシャ語でキリストを意味するΧριστοςの略記として使われていたことに由来する。☧と描かれる、ギリシア文字2つを組み合わせたラバルム（紋章）は、カトリックにおいてもプロテスタントにおいても、正教会においてもキリストを表現するシンボルとして一般的に用いられている。
オックスフォード英語辞典とその補遺によれば、キリストを意味するXやXρの最初期の例として1485年の文章が引用されている。Xtian、あるいは数は少ないがXpiannなどもキリスト教徒を表わす表現である。オックスフォード英語辞典は、キリスト教（Christianity）を意味するXtianityについても1634年を初出としている。メリアム=ウェブスター英語辞典によれば、こうした用法が最もよくみつかるのは「ギリシャ語の知識を持った教養あるイギリス人」からである。
古代のキリスト教美術においては、XやXρは、キリストの名の略記であった。新約聖書の写本やイコン画においても、XはΧριστοςの略として用いられている（ギリシア文字における最初と最後の配列をあわせたXCも同様であり、この場合のCは三日月形のシグマである）。

#### その他のChris(t)をXと書く例
上記で挙げたほかにも、Christの文字を含む正式名称がXやXtなどで省略して綴られることがあり、いずれも長い歴史を持つ。例えば、クリストファー(Christopher)はXtopherやXopherと書かれてきたし、クリスティーナ(Christina)もXtina、Xinaと綴られてきた。
17世紀から18世紀にかけて、名前のクリスティーン(Christine)の綴りとして、XeneとExeneは一般的だった。
クリス(kris)という発音を綴るためにXを使った略記も広がりをみせており、クリスタルに対するXtal、クリサンセマムを意味する花屋の符丁としてのXantなどが代表的である。こうした使い方は、語源的にはキリストとは無関係である。クリスタルは、ギリシア語で氷を意味する言葉に由来しており、クリサンセマムはギリシア語で黄金の花を意味する言葉に語源を持つ。一方でキリストはメシア（受膏者）のギリシャ語訳から来た言葉である。